# داناوانز ریف
داناوانز ریف (به انگلیسی: Donovan's Reef) فیلمی در ژانر کمدی به کارگردانی جان فورد با بازی جان وین محصول کشور ایالات متحده آمریکا است.
«داناوانز ریف» اشاره به «بار» ی است که جان وین در ابتدای فیلم وارد آن می‌شود و چون «نام خاص» است، نباید ترجمه شود.